# Mauri (peuple)
Pour les articles homonymes, voir Mauri.
Mauri ou Maurusiens sont les appellations en latin et en grec ancien : Μαυρούσιοι (Maurousioi) de la population berbère de Maurétanie (actuels Algérie et Maroc), et plus tard de l'Afrique romaine en général. Le terme français polysémique « Maures » en dérive.

## Histoire

### Période romaine
En 42, l'Empire romain incorpore les provinces romaines de Maurétanie césarienne (actuelle Algérie occidentale et centrale) et de Maurétanie tingitane (actuel nord du Maroc). La région autour de Carthage faisait déjà partie de l'Afrique proconsulaire. La domination romaine était suffisamment efficace pour que ces provinces soient non seulement intégrées à l'empire, mais aussi romanisées.
Les Maurusiens pouvaient traverser le détroit des Colonnes d'Hercule car des raids des Mauri ont atteint le Sud de la péninsule Ibérique dès le règne de Néron, comme le relatent les Eclogues de Calpurnius Siculus : « Sans toi, Mélibée, nous aurions cité naguère visiter les derniers confins de la terre, et les pâturages de Géryon, foulés par les cruels Mauri en ces lieux où le large Bætis roule, dit-on, ses eaux limpides sur un sable d'or ». La Bætis est le Guadalquivir moderne, donc ce poème implique des raids Mauri sur la Bætique au Ier siècle. Les Maurusiens ont de nouveau attaqué la Bætique à la fin des années 170 ou 180 sous le règne de Commode et y ont assiégé la ville de Singilia Barba, qui est libérée du siège par l'arrivée de troupes romaines de la province de Maurétanie tingitane, dirigées par le procurateur C. Vallius Maximianus.

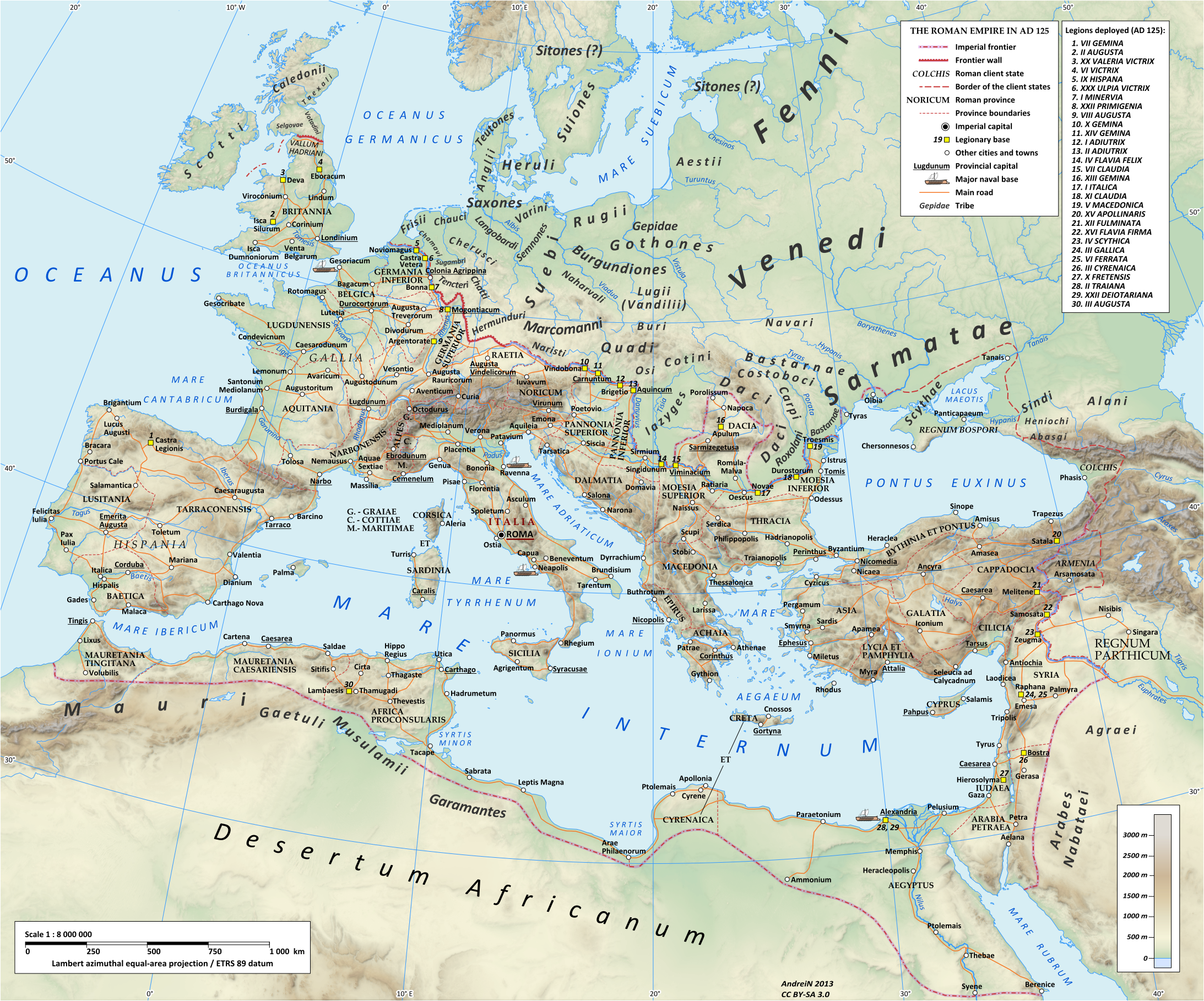
Carte de l'Empire romain sous Hadrien (117-138), montrant en bas à gauche l'emplacement des Maurusiens (Mauri).

Au début de l'ère chrétienne, Mauritius, à l'origine du prémom Maurice, désigne toute personne originaire de Maurétanie. 
En 272, quand Aurélien marche contre Zénobie de Palmyre, son armée comprend des cavaliers mauri. Le Notitia dignitatum mentionne des unités de cavalerie romaine nommées Equites mauri, soit « cavalerie maurusienne ». Beaucoup de Mauri sont enrôlés dans l'armée romaine et sont bien connus comme membres du comitatus, l'armée mobile de l'empereur, avant le règne de Dioclétien. En 320 dans le compte rendu d'un interrogatoire consulaire de Numidie, un grammairien latin nommé Victor déclare que son père était un décurion à Cirta et que son grand-père servait dans le comitatus, car de ses propres mots, « nôtre famille est de sang mauri ».
À l'époque de Dioclétien, la cavalerie maurisienne ne fait plus partie de l'armée de campagne mobile mais est plutôt stationnée le long des frontières perses et du Danube. Il y a un régiment d’Equites Mauri (cavalerie maurusienne) dans « chacune des six provinces, de la Mésopotamie à l'Arabie ». Les Mauri font partie d'un groupe plus large appelé Equites Illyricani, indiquant un service antérieur dans la province romaine d'Illyricum.
Alors qu'un grand nombre de Maurusiens offrent leurs services à l'Empire romain, d'autres lui résistent. Le co-empereur de Dioclétien, Maximien, fait campagne contre les Maurusiens pendant deux ans à la fin des années 290. C'est peut-être la raison pour laquelle les légions frontalières du nord-ouest de l'Afrique ont été renforcées à l'époque de Dioclétien avec sept nouvelles légions réparties à travers la Tingitane, la Tripolitaine, l'Afrique, la Numidie et les Maurétanies.
Dans les années 370, les Mauri pillent des villes romaines en Afrique. Théodose l'Ancien fait campagne contre eux en 372. Une tribu maurusienne appelée Austoriani est citée comme participant à ces raids. Selon l'historien Arnold Hugh Martin Jones, qui suit Ammien Marcelin, les raids sur la Tripolitaine ont été causés par « la négligence et la corruption de Romanus, le comes Africae [comte d'Afrique]... et en 372, Firmus, un chef mauri avec lequel Romanus s'était disputé, mène une révolte, ralliant plusieurs régiments romains à sa cause ».
Un chef maurusien, Gildon, frère de Firmus, rejoint les Romains et aide l'empereur Théodose à réprimer la révolte de Firmus. En guise de récompense, il reçoit le poste de « magister utriusque miliae par Africam », ou maître de l'infanterie et de la cavalerie pour l'Afrique. En 397, Gildon rompt son allégeance à l'Empire romain d'Occident, alors sous le contrôle de l'enfant empereur Honorius et de son maître des soldats, Stilicon. Gildon coupe le ravitaillement en blé de Rome et déclare allégeance à Eutrope, l'ennemi de Stilicon. Le Sénat romain déclare Gildon ennemi public (hostis publicus). Gildon fit appel à de nombreuses tribus berbères mais elles se mutinèrent et firent allégeance à son autre frère Mascezel lors de la bataille de l'Ardale. Par le passé, Gildon avait fait massacrer les enfants de Mascezel. Pour cette raison, Mascezel aide les Romains à réprimer la rébellion de Gildon. Avec l'aide de Mascezel, une force romaine de 5 000 hommes bat Gildon et rétablit le contrôle impérial sur l'Afrique. Gildon essaya de fuir par la mer mais il fut capturé, conduit à Thabraca et exécuté le 31 juillet 398. Stilicho a peut être ensuite fait en sorte que Mascezel soit éliminé à son tour. En remplacement de Gildon, Stilicon confie à son beau-frère Bathanarius la responsabilité des affaires militaires en Afrique en 401.
À la fin du IVe siècle et au début du ve siècle, un grand nombre de soldats de l'armée de campagne impériale mobile (le comitatus) sont stationnés en permanence en Afrique pour maintenir l'ordre contre les Maurusiens. L'historien Jones estime que sur un total de 113 000 hommes dans le comitatus, 23 000 sont en poste en Afrique. Ces troupes s'ajoutaient aux limitanei, les armées de frontière permanentes ; mais les limitanei étaient insuffisants contre les Mauri et ainsi des parties de l'armée de campagne sont placées à leurs côtés. Selon Jones, ces troupes étaient alors indisponibles pour leur objectif initial, qui était de réagir rapidement et chaque fois que nécessaire aux invasions barbares.
En 411-412, le dux Libyarum (commandant des forces romaines en Libye) s'appelle Anysius. Il est noté comme commandant d'une guerre contre une tribu maurusienne, les Austuriens. Synésios de Cyrène a loué le duc Anysius pour son courage et sa gestion efficace de la guerre.
En l'an 412, les limitanei (gardes-frontières stationnés en permanence) de la Cyrénaïque ont besoin d'aide pour résister aux attaques des Austuriens. L'Empire romain d'Orient (alors dirigé par le jeune empereur Théodose II) a envoyé un escadron de barbares Unigardi. Synesius de Cyrène a loué ces barbares fédérés et en a demandé plus.

### Période vandale
Après le déclin de l'Empire romain d'Occident, les Vandales envahissent et règnent sur une partie de l'Afrique du Nord. À la mort de l'empereur Valentinien, Genséric obtient l'alliance des Maurusiens. 
Les Mauri participent aux différentes expéditions de piraterie menées sur les côtes méditerranéennes par les Vandales sous Genséric. En 455, ils participent au Sac de Rome de Genséric, puis ils saccagent la Campanie. En 461, les Maurusiens, les Vandales et les Alains ravagent la Sicile et l'Italie, ramenant un nombre significatif de captifs avec eux en Afrique.
À la mort de Genséric, ses successeurs ne peuvent plus étendre leur autorité de manière effective sur les Mauri et l'intérieur des terres est resté sous le contrôle de ces derniers. L’armée vandale n'est pas une armée permanente et, après la mort de Genséric, sa puissance a décliné. Aucune armée frontalière n'étant mise en place pour se protéger contre les incursions des Maurusiens, ces derniers ont empiété sur les zones frontalières du royaume. En conséquence, lorsque Bélisaire a reconquis l'Afrique pour l'Empire romain d'Orient en 533-534, il n'a eu aucune difficulté à établir l'exarchat de Carthage sur l'ancien royaume vandale, mais ses successeurs ont laissé aux Maurusiens une large autonomie.
Chrétien de foi arienne, le roi vandale Hunéric (477-484) a exilé 4 966 évêques et prêtres de foi trinitaire de l'autre côté de la frontière sud du royaume vandale vers le territoire maurusien. L'un de ses successeurs, Hildéric (523-530) n'a pas été en mesure de contrôler les attaques des Maurusiens. En 530, après une défaite face à ces derniers, il est déposé et remplacé par Gélimer.

### Exarchat de Carthage
L'empereur romain d'Orient Justinien cherche alors à reconstituer l'unité de l'Empire romain et envoie en Afrique son général Bélisaire qui vainc les Vandales et établit rapidement l'autorité romaine et la foi trinitaire. Les chefs Maurusiens, constatant l'avancée rapide des Romains d'Orient (que nous appelons « byzantins » depuis le XVIe siècle), prêtent allégeance à Bélisaire. Les Maurusiens contrôlaient alors tout ce qui se trouvait à l'ouest de Césarée. Dès que Bélisaire quitte l'Afrique en 534, ils recommencent à effectuer des raids sur les villes romaines. Le général Solomon mène une série de campagnes contre eux, mettant un terme aux raids, jusqu'à une mutinerie des troupes byzantines en 536 qui permet aux Maurusiens d'attaquer en toute impunité l'exarchat de Carthage. Solomon est rappelé et remplacé par Germanus, qui met fin à la mutinerie des troupes romaines et bat les Mauri en 539. Justinien, préoccupé par les guerres contre les Ostrogoths et les Perses, a peu de ressources et de soldats à consacrer à l'exarchat, qui fait face à de nouvelles rébellions maurusiennes en 540 et les années suivantes.
Solomon réussit à contrôler les Mauri de l'exarchat de Carthage mais son neveu Serge, ayant massacré des chefs d'une tribu maurusienne appelée Laguatan en 544, provoque ainsi un soulèvement dans lequel Solomon est tué. Justinien révoque Serge et envoie le général Aréobindus à sa place. Le duc byzantin mais d'origine vandale de Numidie, Guntharic, souhaitant devenir roi d'Afrique, soutient en secret les révoltes maurusiennes. Les troupes byzantines ne sont pas payées à temps et sont peu fiables : Guntharic occupe Carthage, tue Aréobindus, mais est tué à son tour par un loyaliste romain d'Orient d'origine arménienne : Artabanès, qui réussit à reprendre le contrôle de l'Exarchat et de son armée. Son successeur, Jean Troglita, divise les tribus maurusiennes dont une partie se rallient à lui et l'aident à mater les rebelles en 548. En 563, Cusina, chef maurusien fidèle à l'Exarchat, est assassiné par le nouveau préfet d'Afrique, ce qui provoque une nouvelle rébellion jusqu'à l'intervention de diplomates romains d'Orient qui permettent un retour à la paix. En 569, une nouvelle rebellion maurusienne menée par Garmul contre l'Exarchat a lieu sous le règne de Justinien II, au cours de laquelle le préfet du prétoire est tué. L'année suivante, c'est le magister militum qui est tué, et cela se reproduit encore en 571. Sous le règne de l'empereur Maurice, entre 582 et 602, il y a eu encore deux autres rébellions des mauri, mais moins violentes. 
Arnold Hugh Martin Jones explique la faiblesse du contrôle de l'exarchat de Carthage sur les Maurusiens par le manque d'argent et de ressources destinées aux troupes stationnées en Afrique, en raison des nombreuses guerres menées par Justinien en Italie et surtout en Orient, contre les Perses. Les Mauri avaient pris de vastes étendues de terres aux Vandales pendant le règne de l'inefficace Hildéric, et les Romains d'Orient n'ont pas repris ces territoires. Dans la zone sous contrôle de l'Exarchat, presque chaque ville était fortifiée, même loin des zones frontalières. De nombreuses villes semblent avoir été réduites car les populations se sont concentrées dans les centres fortifiés en réemployant les pierres taillées des quartiers abandonnés. Dans certaines villes, le forum était fortifié. Tout cela suggère une diminution démographique et une augmentation de l'insécurité. Jones affirme qu'en raison de l'incapacité d'engager suffisamment de ressources pour pacifier complètement la région, le gouvernement de Justinien n'a jamais consacré à la défense de l'Exarchat plus d'argent que n'en rapportaient les impôts locaux. Cependant, certains Mauri ont été recrutés dans les armées byzantines pour servir outre-mer et au moins deux régiments maurusiens d'Afrique ont été levés et affectés à la défense de l'Égypte byzantine contre les Perses.
Au début du VIIe siècle, les provinces d'Afrique Proconsulaire, Byzacène et de Numidie (soit l'actuelle Tunisie et l'Est de l'Algérie) sont sous le contrôle de l'exarchat de Carthage qui représente alors, avec l'Espagne byzantine et l'Italie byzantine, une partie de l'Empire d'Orient de langue, de rite et de tradition latine : c'est pourquoi les descriptions de l'Exarchat qui le représentent comme une « occupation byzantine » sont inexactes, d'autant que par ailleurs, les anciennes provinces de Maurétanie césarienne et Tingitane (soit l'actuel Maroc et l'Algérie occidentale et centrale) ainsi que les campagnes de l'Exarchat sont peuplées de Maurusiens semi-autonomes, avec leurs propres rois ou chefs. L'Exarchat lui-même n'était pas toujours fidèle aux empereurs de Constantinople, comme en témoigne, en 646, la rebellion du patrice Grégoire contre l'empereur Constant II, révolte qui trouve un large soutien parmi les Mauri de l'intérieur, au point que Grégoire quitte Carthage et fixe sa nouvelle résidence à Sufetula, dans l'intérieur des terres, près de ses alliés maurusiens.
En 647 le patrice Grégoire est devenu indépendant, mais doit faire face aux envahisseurs musulmans à Sufetula. Il mobilise de nombreuses tribus maurusiennes du sud-ouest de la Byzacène et peut-être de Numidie méridionale. Après la défaite de Grégoire et des tribus maurusiennes le soutenant, l'exarchat de Carthage résiste aux arabo-musulmans jusqu'en 698, et la résistance indigène des Mauri se poursuit pendant encore 50 ans. Au VIIIe siècle, la Chronique de 754 mentionne toujours le terme latin Mauri, comme un endonyme tandis que les Arabes sont désignés comme Sarrasins (en latin : Saraceni). Dans ce texte, les Mauri, désormais islamisés, sont décrits comme participant à la conquête musulmane de la péninsule Ibérique, et des campagnes des Omeyyades en France, et leur nom servira de plus en plus à désigner indistinctement tous les habitants de l'Afrique du Nord, ou tous les musulmans.

## Renaissance du nom
L'État moderne de Mauritanie reçoit son nom en tant que colonie française en 1903, en souvenir de l'antique Maurétanie et en dépit de son emplacement très au sud de cette dernière.